# Сверре Магнус (принц Норвегии)
Принц Сверре Магнус, принц Норвегии  (норв. Prins Sverre Magnus, prins av Norge; род. 3 декабря 2005 года, Осло) — младший ребёнок наследного принца Норвегии Хокона и его супруги Метте-Марит, внук короля Харальда V.

## Биография
Принц Сверре Магнус родился 3 декабря 2005 года в госпитале Rikshospitalet в Осло (Норвегия). При рождении он получил титул принца Норвегии. Принц занимает третье место в линии наследования престола Норвегии (после своего отца — наследного принца Хокона и старшей сестры — принцессы Ингрид Александры).
У принца есть старший единоутробный брат Мариус, который родился в 1997 году, и старшая родная сестра принцесса Ингрид Александра, которая родилась 21 января 2004 года.
Крестины принца Сверре Магнуса состоялись 4 марта 2006 года в Осло. Его крёстные родители:
- королева Соня (его бабушка),
- принцесса Нидерландов Максима,
- наследный принц Греции Павел,
- принцесса Розарио Болгарская,
- его дядя Еспен Хёйби,
- Бьорн Стейнсланд и Марианне Гелестад (друзья семьи принца Хокона).

Осенью 2007 года пошёл в детский сад. 
19 августа 2011 года Сверре Магнус пошёл в школу Jansløkka skole в Аскере. 
18 августа 2014 года поступил в школу Монтессори в Осло, которую закончил в 2021 году. После окончания школы было объявлено, что принц продолжит своё образование в старшей средней школе Эльвебаккен, в которой училась его старшая сестра Ингрид Александра.
5 сентября 2020 года в Аскерской церкви состоялась конфирмация принца.

## Награды
- Памятная медаль Серебряного юбилея короля Харальда V[4].

## Титул
- Принц Норвегии. В отличие от отца, матери и сестры, Сверре Магнус не носит титула «Его королевское высочество» (Hans Kongelige Høyhet)[5].